# Der Geburtstagsgorilla
Der Geburtstagsgorilla (englischer Originaltitel Gorilla) ist ein Bilderbuch des britischen Autors und Illustrators Anthony Browne, das 1983 beim Verlag Julia MacRae Books veröffentlicht wurde. Die deutsche Erstausgabe in einer Übersetzung von Peter Pagendarm erschien 1983 beim Verlag Herder.

## Inhalt
Die kleine Hannah liebt Gorillas über alles: Sie zeichnet sie, sie liest über sie, sie schaut Gorilla-Sendungen im Fernsehen. Aber sie hat noch nie einen Gorilla in echt gesehen. Sie würde gerne mit ihrem Vater in den Zoo gehen, doch dieser hat vor lauter Arbeit nie Zeit für seine Tochter. In der Nacht vor ihrem Geburtstag wacht Hannah auf und entdeckt neben ihrem Bett ein Geschenk. Doch sie ist enttäuscht, denn es ist nur ein kleiner Plüschgorilla. Aber als sie wieder einschläft, passiert etwas Außergewöhnliches: Der Gorilla ist plötzlich lebendig und so groß wie ihr Vater. Zuerst ist sie erschrocken, doch der Gorilla lädt sie freundlich ein, mit ihr in den Tiergarten zu gehen. Daraufhin machen sich die beiden auf den Weg in den Zoo, der Gorilla mit Vaters Mantel und Hut, die ihm perfekt passen. Dort zeigt der Gorilla Hannah jede Menge unterschiedlicher Affen. Hannah findet sie wunderschön, aber sie ist traurig, da diese in Käfigen leben müssen. Im Anschluss gehen der Gorilla und Hannah ins Kino und danach in ein Restaurant. Bevor Hannah nach Hause zurückkehrt, tanzen sie noch auf der Wiese vor dem Haus und bei einem Abschiedskuss verspricht ihr der Gorilla, dass sie sich am nächsten Tag wiedersehen werden. Als Hannah aufwacht, liegt der Plüschgorilla in ihrem Bett. Ihr Vater gratuliert Hannah zum Geburtstag und hat eine Überraschung für sie: Er geht mit ihr in den Zoo, was Hannah sehr glücklich macht.

## Rezeption
Geraldine Brennan schreibt in ihrer Buchrezension: „Mit Gorilla gelang Anthony Browne der Durchbruch. […] Der Klassiker im Bereich vermenschlichter Tierdarstellungen handelt von der Macht der Fantasie und der Träume. Sie sind Trost und Halt für die einsame kleine Tochter eines depressiven Vaters.“ Elaine Moss schreibt in Books for Keeps: „Ein Bilderbuch von großer Originalität und Kraft … Mit jeder Menge ergreifender Berührung und reich an visuellem Witz.“

## Auszeichnungen
Der Geburtstagsgorilla wurde 1983 mit der Kate Greenaway Medaille und einem Kurt Maschler Award ausgezeichnet. 1985 wurde das Bilderbuch in die Liste der besten illustrierten Kinderbücher des Jahres der New York Times aufgenommen und vom Horn Book Magazine als Honor Book für Illustration ausgezeichnet. 1989 gewann das Buch einen Zilveren Griffel.

## Referenzen
Der Geburtstagsgorilla ist in dem literarischen Nachschlagewerk 1001 Kinder- und Jugendbücher – Lies uns, bevor Du erwachsen bist! für die Altersstufe 3+ Jahre enthalten.

## Ausgaben
- Gorilla. Julia MacRae Books, UK 1983 (englisch).
- Der Geburtstagsgorilla. Herder, Freiburg im Breisgau / Basel / Wien 1983, ISBN 978-3-451-19844-1.